# セカンド・サマー・オブ・ラブ
セカンド・サマー・オブ・ラブ (The Second Summer Of Love) は80年代後半にイギリスで起きたダンス・ミュージックのムーブメント。その名称は60年代後半のヒッピー・ムーブメント「サマー・オブ・ラブ」に由来している（その再来という意味で「セカンド」と呼ばれた）。

## 解説
その発祥は、スペインのイビサ島でプレイされていたマーシャル・ジェファーソン、フランキー・ナックルズなどのシカゴ・ハウスの楽曲群やその他のジャンルの曲を、そうしたジャンルを越えてプレイする自由なDJスタイルと言われる。そしてダニー・ランプリング、ポール・オークンフィールドらイギリスのDJがバカンスでイビサ島を訪れた際にそれをイギリスへと持ち帰り、世界的な流行の発端となった。流行の中心地となったのは首都ロンドンではなく、以前からクラブ文化の盛んであったマンチェスターやリバプールなどの北部の工業都市群である。
音楽のスタイルとしてはアシッド・ハウスと呼ばれるものが中心で、各地で大規模なレイヴが開催された。ドラッグ文化と強く結びついていることから、かつてのヒッピー・ムーブメントになぞらえられた名称となった。それまでのコンサート会場で演奏されていたロック、レコード会社の主導による商業的な音楽と異なり、人里はなれた野外や廃屋や倉庫で開かれるDJたちと参加者による非商業的な手作りのレイヴを中心としたシーンであった。当時の閉塞していた音楽シーンやイギリスの若者に衝撃を与えたのは、その参加者主導というDIY精神と、それまでのイギリスにはなかった開放感、連帯感である。これには当時爆発的に流行した多幸系ドラッグ、エクスタシーの影響もあった。何千人もの若者が週末ごとに、口コミによって辺境のレイヴ開催地へと集まり、知らない人間同士が抱き合い肩を組んで巨大なスピーカーから大音量で流れる無名のDJの掛ける未知の音楽に狂乱し踊り明かすという、以前のイギリスでは考えられないような生活スタイルを生み出した。この動きはすぐにヨーロッパ大陸にも広がり、フランスやベルギー、ドイツなどでも同種のレイヴが開催されるようになった。
また、ロックシーンにも影響を与え、マンチェスターでのマッドチェスター・ムーブメントを引き起こす一因となった。
しかしレイヴの隆盛をドラッグ禍の問題や社会の不安定化の観点から危険視した政府・警察によりたびたび圧力を受け、最終的にはレイヴを行うことを取り締まる法案、クリミナル・ジャスティス・ビルが成立することとなる。またセカンド・サマー・オブ・ラブ自身もそのブームに目をつけたプロモーターたちによって多額の入場料を取る商業目的のレイヴが行われるようになる。また、この爆発的な流行によりドラッグの質の低下、音楽やレイヴ自体の質の低下や粗製濫造が目に付くようになる。やがて当局の圧力もあり、合法的に当局の許可を得た会場で多額の入場料を取って行われる有名DJを迎えた商業目的のレイヴが開催され主流となり、当初の精神を失っていき、上記のクリミナル・ジャスティス・ビルの施行時には、いわゆる「セカンド・サマー・オブ・ラブ」は既に下火となっていた。セカンド・サマー・オブ・ラブの担い手たちはその後商業化されたレイヴへと向うか、もしくはアンダーグランドな精神を受け継いでクラブ文化へと流れていく。
現在でもクラブ文化において非常に大きな精神的源流として語られ、音楽のスタイル自体は変化しても、その非商業志向やDIY志向などは現在のクラブ・ミュージックの大きな特徴として残っており、以前のような社会現象になるほどの規模ではないが非商業的で非合法のフリー・パーティーなども各国で盛んに行われている。